# Estação Arqueológica de Monte Molião
A Estação arqueológica de Monte Molião, também conhecida como Sítio Arqueológico do Molião ou Povoado do Monte Molião, é um sítio arqueológico localizado junto à cidade de Lagos, na região do Algarve, em Portugal. Corresponde a um castro ou povoação fortificada construído durante a segunda Idade do Ferro, nos finais do século IV a. C. Conheceu uma fase de ocupação intensiva durante o período romano, embora tenha perdido progressivamente a sua importância com a transição do núcleo urbano para a outra margem da Ribeira de Bensafrim, que foi a génese da moderna cidade de Lagos. Ainda assim, verificaram-se vestígios da sua utilização até ao período medieval islâmico. Foi investigada pelos arqueólogos Estácio da Veiga no século XIX e José Joaquim Nunes nos princípios do século XX, tendo sido alvo de vários campanhas regulares de escavações a partir da década de 2000. Devido à sua identificação como o local primitivo da cidade de Lacóbriga, as ruínas do Monte Molião são vistas como um ex-libris da cidade de Lagos. Em 2019 a autarquia de Lagos estava a planear a construção de um centro de interpretação no local. Foi classificado como Imóvel de Interesse Público em 1992.

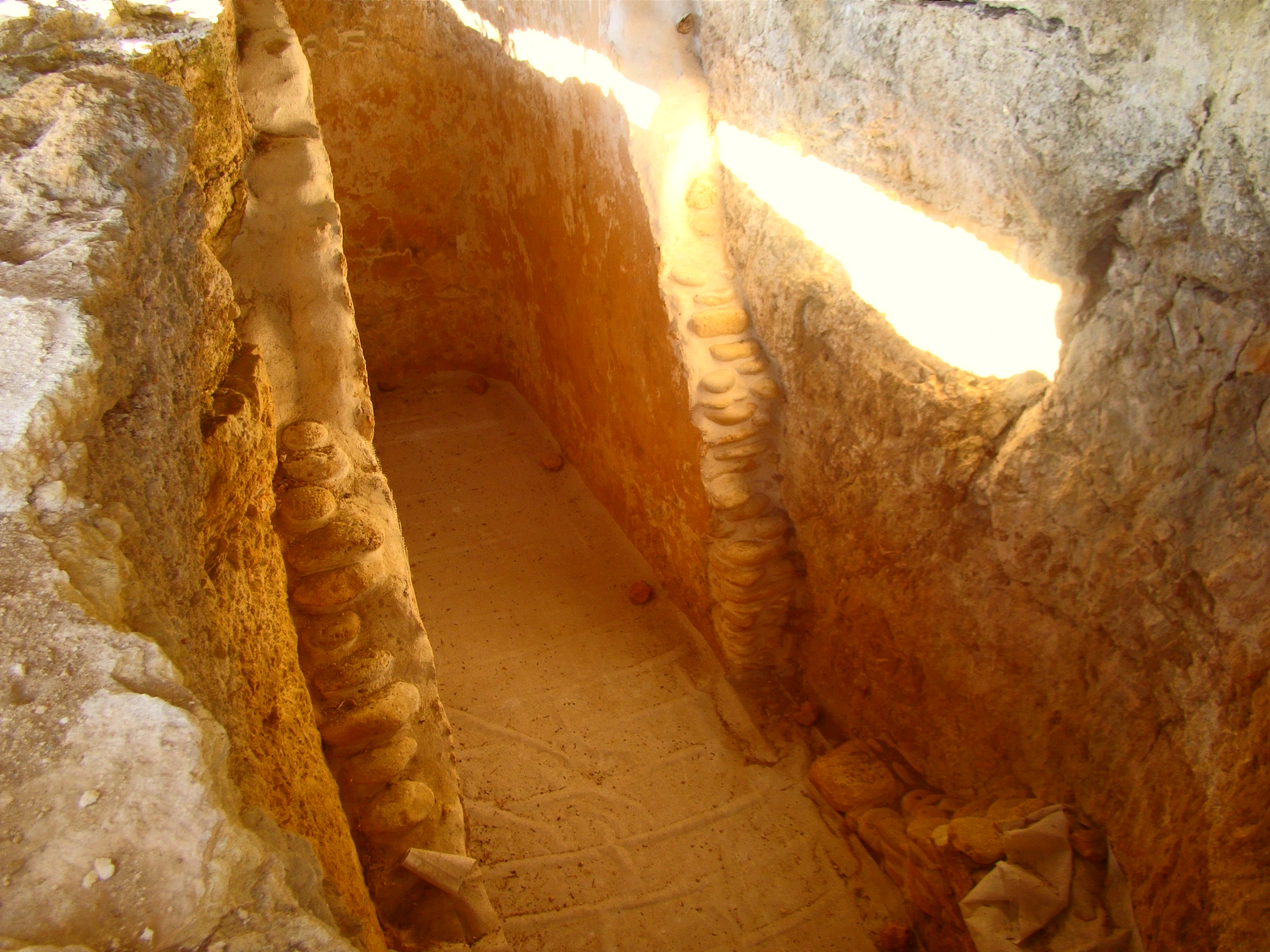
Interior da cisterna, em 2017.

## Descrição

### Localização, composição e conservação
O sítio arqueológico está situado no Monte Molião, uma pequena elevação com cerca de 30 m de altitude, na margem esquerda da Ribeira de Bensafrim, nas imediações da Estrada Nacional 125, e de um supermercado Pingo Doce.
Corresponde a um castro ou povoação fortificada, como pode ser comprovado pela existência de várias estruturas residenciais, e de uma grande amurada. Uma das principais estruturas no sítio arqueológico é uma cisterna, que foi descrita por Estácio da Veiga como sendo de forma elíptica, e tendo 4,35 m de profundidade, 1,76 m de largura e 6,8 m de comprimento.
O monumento foi classificado como Imóvel de Interesse Público pelo Decreto n.º 26-A/92, de 1 de Junho, que também classificou a Barragem Romana da Fonte Coberta e a Estação Arqueológica Romana da Praia da Luz, ambos no concelho de Lagos.

### Espólio
O sitio arqueológico do Monte Molião revelou uma importante riqueza em termos de espólio, tendo a professora Ana Margarida Arruda revelado, durante a edição deo 2015 do evento anual Jornadas de Portas Abertas Monte Molião, que até então tinham sido registadas cerca de 25 mil peças, calculando que ainda restavam algumas centenas de milhares por registar. A maior parte do espólio do Monte Molião foi preservado no Museu Municipal de Lagos, enquanto que a estátua de Mercúrio foi exposta no Museu Nacional de Arqueologia, em Lisboa.
Os materiais do período romano descobertos no local incluem uma estátua do deus Mercúrio em bronze, do século II d.C., moedas da época republicana, dois brincos de ouro, peças de cerâmica, metal e vidro, vestígios osteológicos, e restos de animais marinhos. Foram igualmente escavadas peças relacionadas aos ritos funerários romanos, como enguentários de vidro e cerâmica. Uma boa parte do material cerâmico romano, como ânforas, incluem ainda as marcas dos fabricantes (terra sigillata), permitindo identificar a sua origem, tendo sido produzidas em sítios romotos como o Norte de África, a Ásia, Grécia e a Península Itálica.

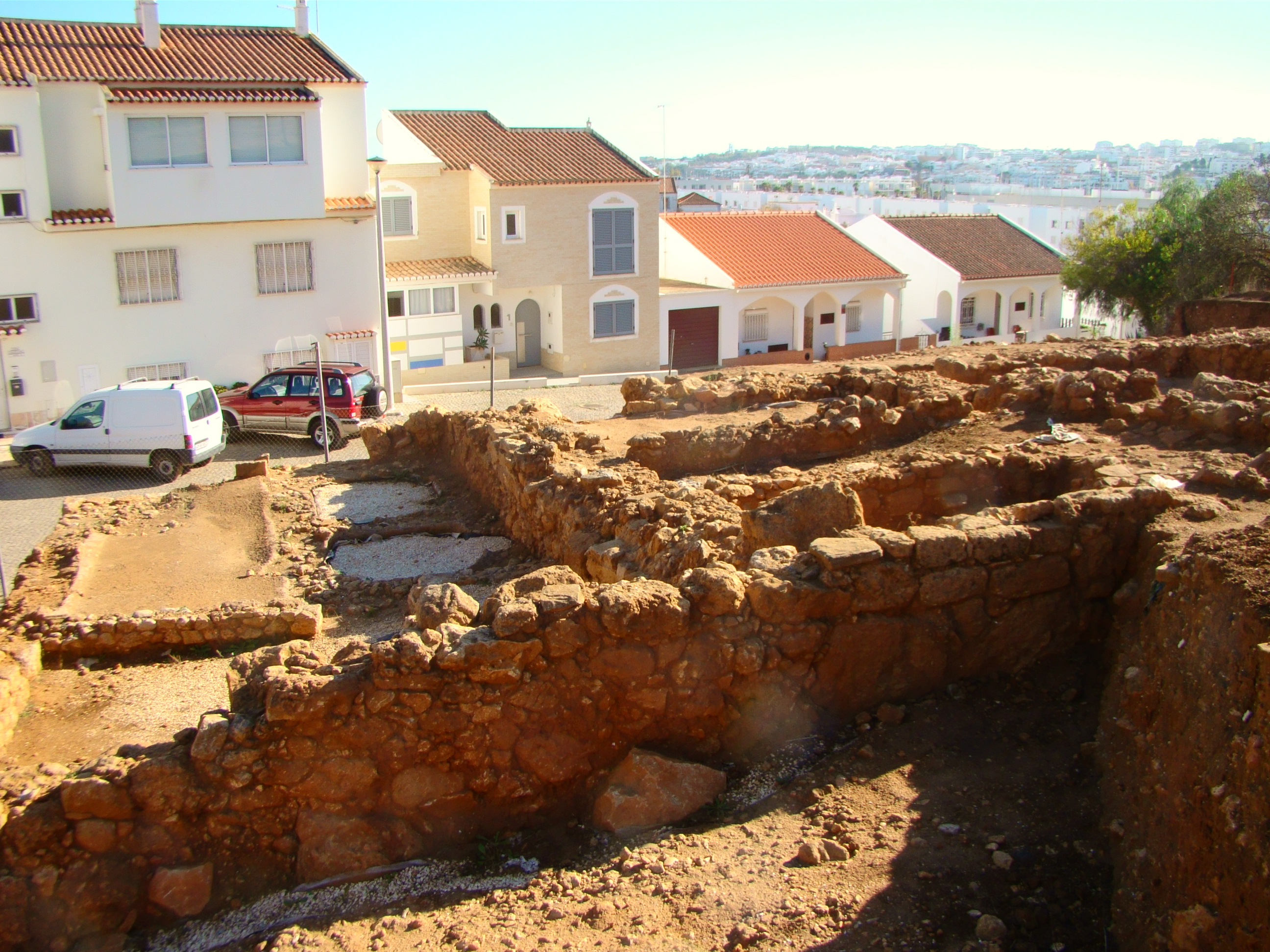
Vista parcial do Monte Molião, em 2017.

## História
As várias sondagens arqueológicas no local permitiram a determinação das várias fases de ocupação no local, começando nos finais do século IV a. C., durante a II Idade do Ferro, e terminando nos finais do século II d. C., durante a era romana. Verificou-se uma utilização posterior, de forma menos intensiva, até ao domínio islâmico.

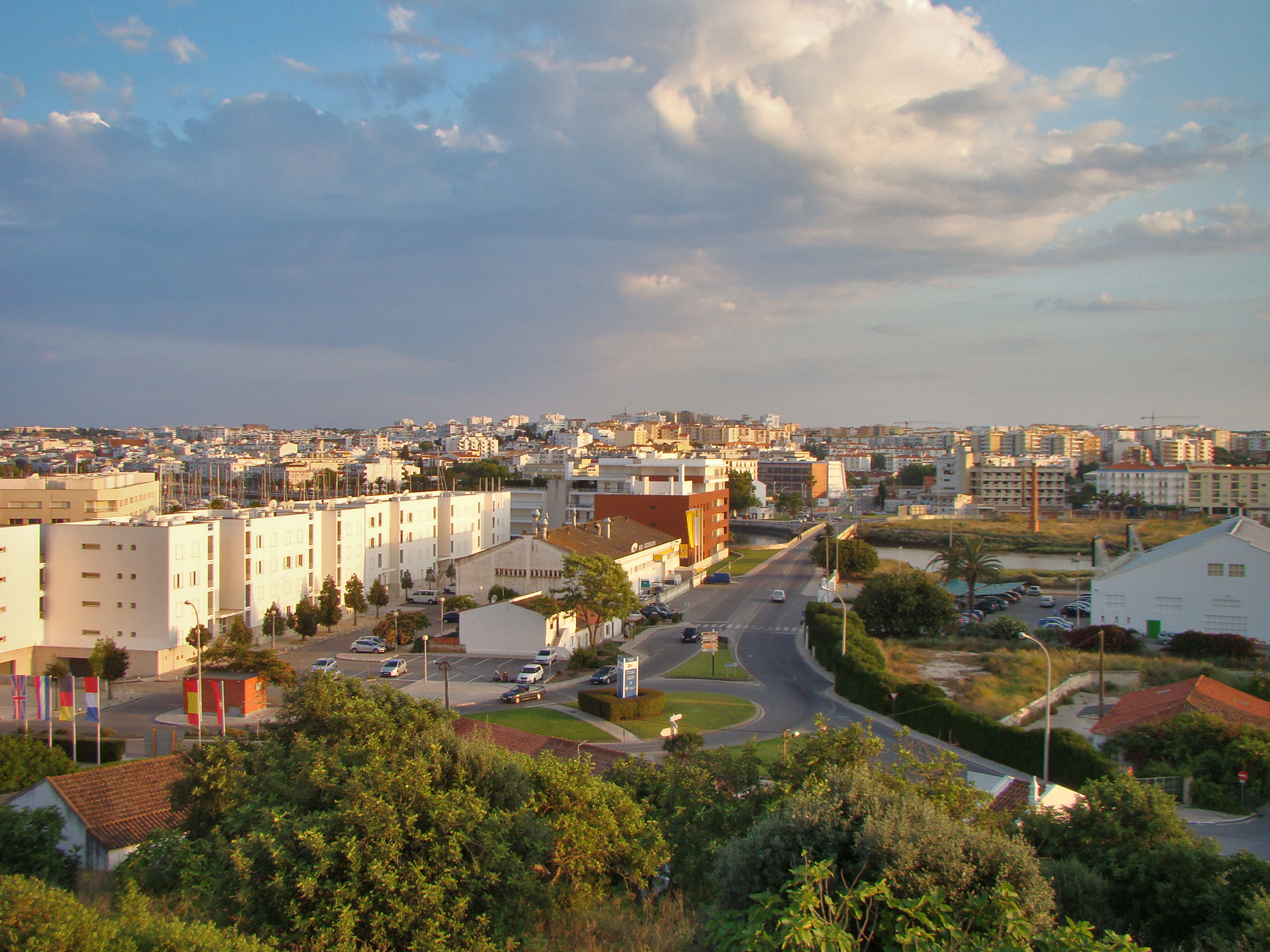
Vista de Lagos a partir do Monte Molião, em 2011. Devido à sua localização, o Monte Molião permitia uma vista privilegiada sobre a Ribeira de Bensafrim, que na antiguidade formava um largo estuário.

### Fundação
De acordo com os vestígios encontrados no local, o povoado começou a ser ocupado desde a segunda Idade do Ferro, relativo ao período entre os finais do IV a.C. e os finais do III a.C.. O Monte Molião foi apontado como o sítio mais provável para a localização da antiga cidade de Lacóbriga, referida pelos geógrafos durante a antiguidade. Um dos investigadores da antiguidade que referiram a cidade de Lacóbriga foi o geógrafo romano Pompónio Mela, no ano de 45 d.C.. A data apontada para a fundação de Lacóbriga é o ano de 1 899 a.C., pelos povos Cónios. Estácio da Veiga avançou com várias hipóteses para a localização da antiga cidade de Lacóbriga, incluindo o sítio da Fonte Coberta, situado a cerca de 150 m no sentido Noroeste de Lagos, o Cerro das Amendoeiras, a dois quilómetros a Sul e Sudoeste da povoação do Sargaçal, dentro da própria povoação do Sargaçal, o Figueiral da Misericórdia, os sítios do Paúl, do Jardim, do Serro do Lago e da Casteleja, o Monte Molião, ou o centro da moderna cidade de Lagos. A identificação do Monte Molião com a cidade de Lacóbriga deve-se à presença de importantes vestígios arqueológicos, e à sua localização num sítio privilegiado, que devido à sua altura e posição facilitava a defesa e possibilitava a vigilância de uma grande porção de território, incluindo a costa de Lagos e as zonas mais interiores. Ao mesmo tempo, a sua situação perto da ria, com acesso ao oceano, facilitava a exploração dos recursos fluviais e marítimos, como a criação de bivalves. Nessa época, o estuário da Ribeira de Bensafrim seria de dimensões muito superiores, rodeando quase totalmente a colina, excepto por uma faixa de terreno no lado setentrional. Nos seus primeiros anos, a povoação deve ter sido de dimensões consideráveis, possuindo evidentes características típicas do urbanismo e arquitectura mediterrânicos. Esta ligação também está expressa nas peças de cerâmica recolhidas, oriundas da cidade de Cádis e da região do Mediterrâneo, revelando que a povoação do Monte Molião estava inserida nas rotas comerciais.

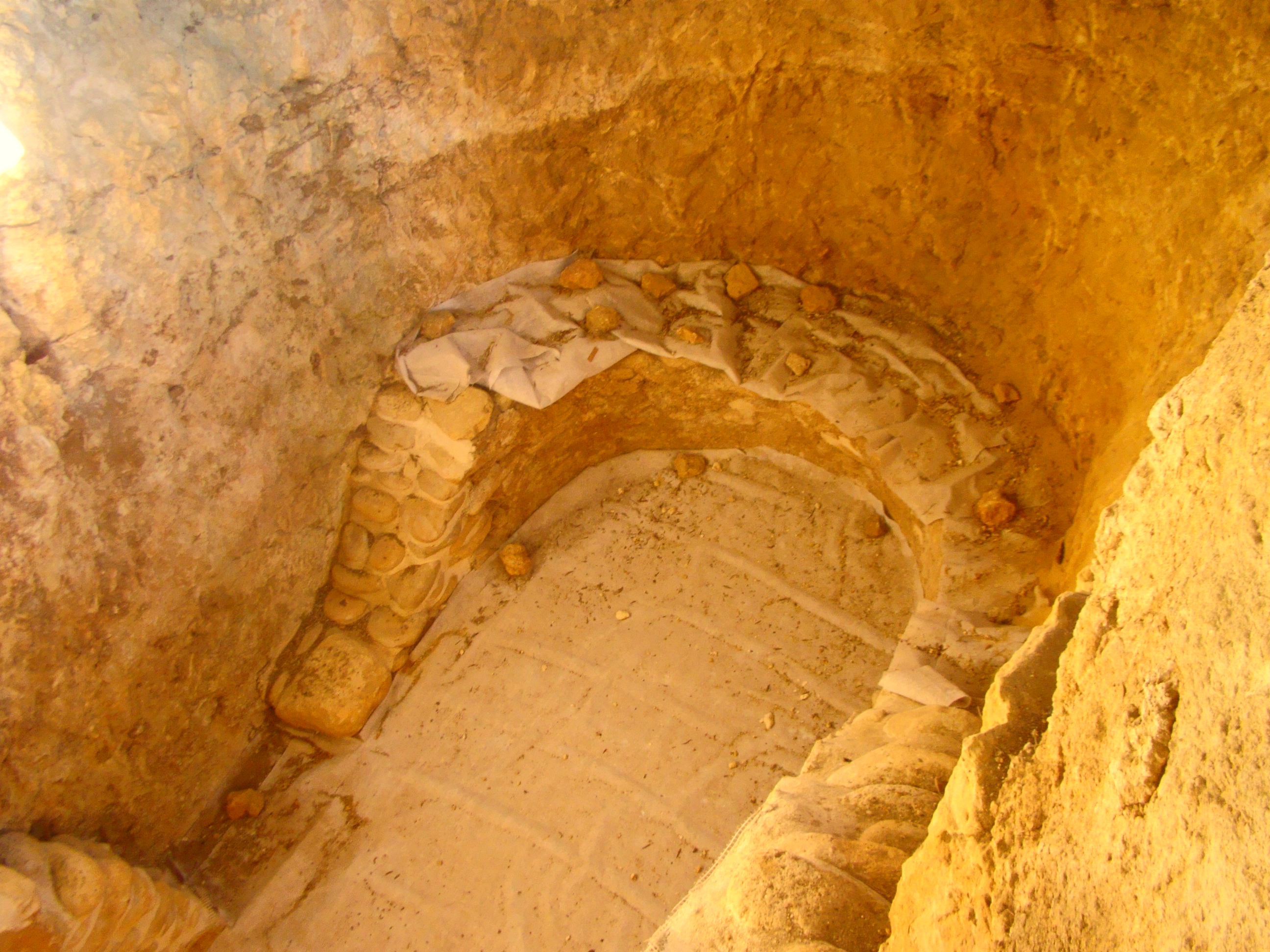
Interior da cisterna, vista de outro ângulo.

### Período cartaginês e romano
Lacóbriga foi posteriormente conquistada pela civilização cartaginesa, sob o comando de Amílcar Barca. A povoação original foi destruída por um terramoto no século IV a.C., levando à sua relocalização para a outra margem da ribeira pela capitão cartaginês Boodes por volta de 250 a.C.. A nova localização do centro urbano era mais vantajosa, devido principalmente a uma maior proximidade em relação ao oceano.
A cidade de Lacóbriga foi conquistada pelos romanos durante o período republicano, no século II a.C., numa fase em que se verificou uma progressiva instalação de cidadãos da Península Itálica na região do Algarve. No Monte Molião foram descobertas várias estruturas da fase romana, organizadas em ruas, e que tinham funções residenciais ou industriais, incluindo fornos para cerâmica, zonas de produção metalúrgica, e cetárias, que eram utilizadas na preparação de produtos de peixe. A cisterna também pode ter sido construída pelos romanos. A presença romana também é evidenciada pela existência de vários materiais daquela época, incluindo moedas e de uma necrópole, já destruída, onde foram encontrados vestígios de rituais de inumação e incineração, e peças votivas do século I d. C. ao III d. C.. Como se pode comprovar pelos vestígios encontrados, o povoado terá mantido uma intensa ligação comercial com o exterior, tanto a nível regional como com o Mediterrâneo. A ocupação intensiva durou até à época Imperial de Roma, no século II d.C., tendo sido abandonado de forma progressiva, especialmente do ponto de vista habitacional, devido ao desenvolvimento de um outro núcleo urbano na margem oposta do rio, e que deu origem à moderna cidade de Lagos. Como se podia comprovar pela existência de peças do século III na necrópole romana, está terá continuado a ser frequentada pelos habitantes, que provavelmente viviam perto do monte. Destaca-se também a presença da Ponte D. Maria junto ao Monte Molião, que pode ter origem numa ponte do período romano.

### Ocupação posterior
Desde os inícios do século II que não se verificou uma ocupação intensa do Monte Molião, embora a área não tenha sido totalmente abandonada. Com efeito, foram descobertos vestígios de ocupação durante a antiguidade tardia, no século IV, e o domínio islâmico. A colina foi depois utilizada para agricultura, tendo sido cultivados os terrenos e construídas habitações rurais.

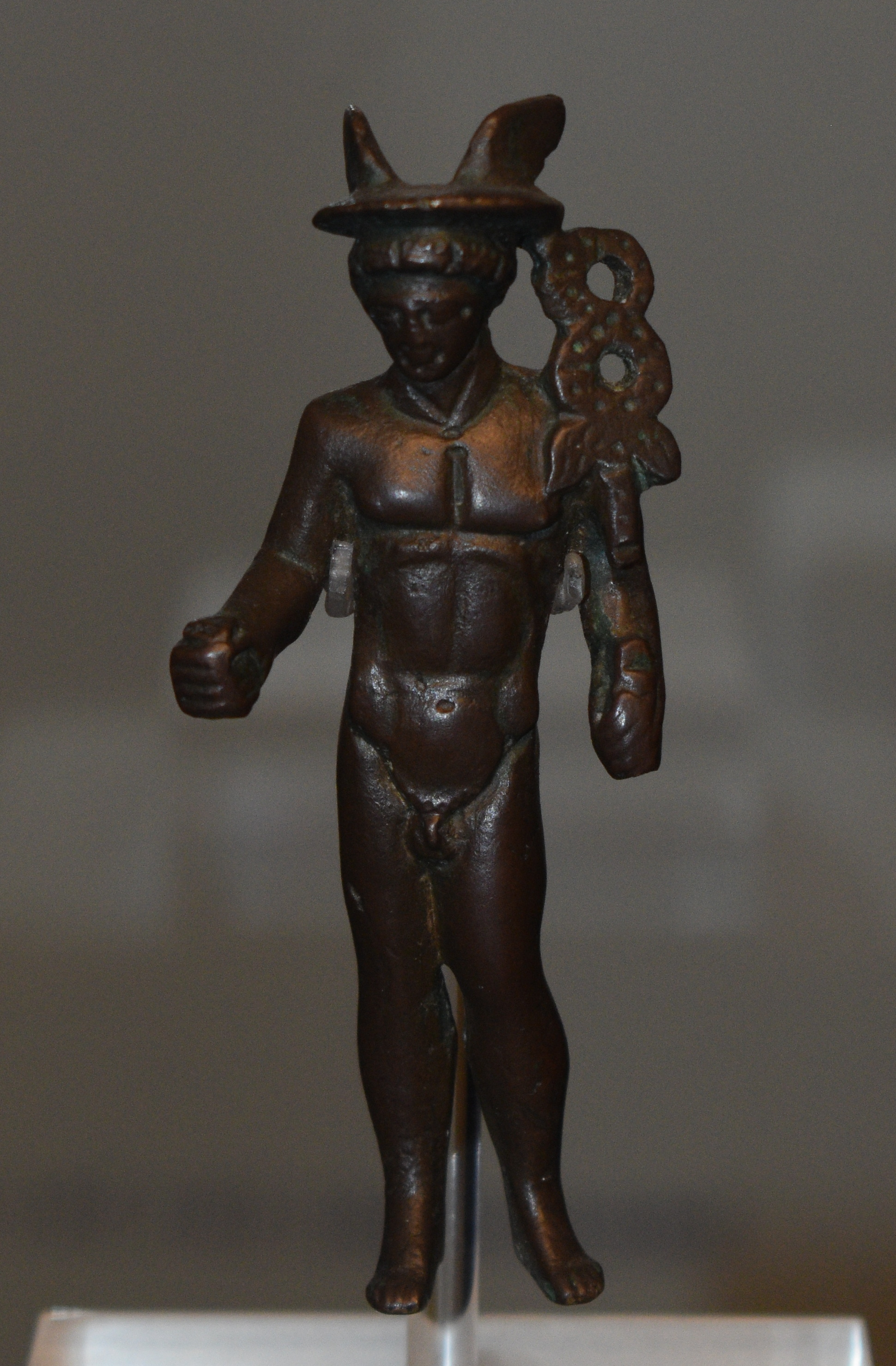
Estatueta do deus Mercúrio, encontrada no Monte Molião e exposta no Museu Nacional de Arqueologia, em Lisboa.

### Redescoberta

#### Século XIX
O sítio foi escavado pelo arqueólogo Estácio da Veiga durante a segunda metade do século XIX, durante os seus estudos para a produção da Carta Arqueológica do Algarve. Registou a descoberta de várias estruturas, incluindo uma cisterna e vestígios de muros, e de diversos objectos, incluindo fragmentos de cerâmica, uma estátua em bronze, representando o deus Mercúrio, que lhe foi ofertado por Augusto Feio Soares de Azevedo, e dois brincos de ouro do século IV d.C.. Este também lhe ofereceu um grande número de moedas romanas, incluindo um denário em prata da família Titúria, uma moeda de bronze pertencente ao grupo lusitano, sendo as restantes de Alexandre Pio, Salácia, Cláudio e Faustina, entre outras. Neste período, o Monte Molião estava ocupado por várias explorações agrícolas, tendo sido encontrados muitos vestígios de casas na horta de José Pimenta, enquanto que em frente deste terreno existia uma casa abandonada que foi construída sobre paredes antigas. Estácio da Veiga descobriu igualmente uma cisterna de forma elíptica, situada igualmente na horta de José Pimenta, e um lanço de grande paredão que terminava em ângulo, e que especulou que faria parte de um aparelho de defesa. Nas barreiras também foram descobertos muitos fragmentos de materiais de construção e de peças de cerâmica, tendo o próprio Estácio da Veiga encontrado, em 2 de Março de 1878, partes de louças de Sagunto, lisas e adornadas, e outros com revestimento escuro e polido. Também tinham sido encontrados muitos fragmentos de loiça em vidro, tendo-lhe sido oferecida, por Francisco Xavier de Paiva, uma Clepsidra de vidro, em forma de pinha. Xavier de Paiva descobriu igualmente um conjunto de contas cilíndricas no Molião.

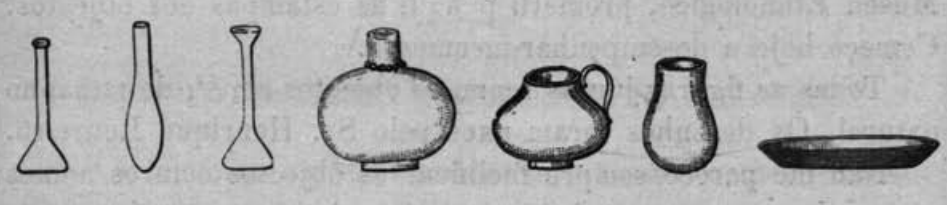
Espólio encontrado na necrópole romana escavada por José Joaquim Nunes, nos princípios do século XX.

#### Século XX
Nos princípios do século XX, foram novamente feitas escavações no local, sob o acompanhamento do padre José Joaquim Nunes, tendo sido encontrada uma necrópole romana. José Joaquim Nunes publicou um artigo sobre estas escavações no quinto volume da obra O Arqueólogo Português, publicado em 1900, onde relatou que tinha sido descoberto um cemitério luso-romano no sítio do Monte Molião, quando o proprietário dos terrenos, Cesar Landeiro, estava a fazer uma plantação de vinha. Joaquim Nunes investigou uma das sepulturas, embora o dono dos terrenos tenha admitido que havia encontrado várias outras semelhantes àquela. A sepultura estava orientada no sentido Norte-Sul, e tinha uma profundidade de cerca de um metro. As paredes da sepultura eram suportadas por tégulas dispostas na vertical, que devido à pressão dos terrenos já estavam deformadas, tendo o autor avançado que a cobertura também teria sido formada por tégulas, devido à presença de algumas anexas às transversais. O interior da sepultura continha apenas um crânio, em mau estado de conservação, e outros fragmentos de ossos, embora no local tenham sido encontrados outros vestígios, que o proprietário do terreno conservou em sua posse, incluindo vários vasos, que foram danificados devido à falta de cuidado por parte dos trabalhadores. Cesar Landeiro ofereceu depois as peças ao Museu da Figueira da Foz. Entre os artefactos descobertos estavam muitos unguentários de vidro, em diversos formatos, sendo o mais comum o de funil invertido, dois vasos de bojo largo e gargalo estreito que podem ter sido utilizados como coadores, uma placa de barro com pequenos buracos, um utensílio de ferro muito semelhante aos martelos modernos, diversos pregos, alguns dos quais ainda apresentando pedaços de madeira, uma peça em mau estado que parecia a ponta de uma lança, e uma argola em ouro, que poderia ser um adorno para as orelhas. Foram igualmente desenterradas ollas ou vasos funerários romanos, que ainda conservavam cinzas e fragmentos de ossos, que sobravam após a cremação dos corpos. Joaquim Nunes avançou que os cadáveres não tinham sido queimados numa pira funerária, conhecida pelos romanos como ustrino (ustrinum), mas no mesmo local do enterro, devido às porções de terra negra encontradas em diversos locais perto das sepulturas. Outra peça de cerâmica descoberta foi um prato de fundo raso, em barro liso e fino, e que no seu interior ainda possuía um pequeno conjunto de letras dentro de uma circunferência, das quais ainda se via claramente EX, e que provavelmente seriam a marca do fabricante. No reverso tinha sido escrita, utilizando um instrumento pontiagudo como um estilete, a palavra MAVRI, tendo Joaquim Nunes especulado que poderia ser uma tampa, ou operculum, de um dos vasos funerários, e que o nome indicado no reverso poderia ser o do defunto. A origem romana da sepultura foi sustentada pela descoberta de uma moeda de prata, que num lado tinha os dizeres MFAIC e o desenho de uma quadriga com a vitória e a coroa, e no outro uma imagem de Pallas com um capacete.

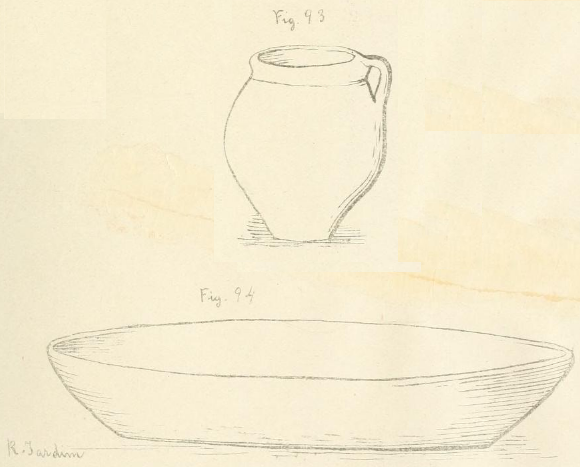
Unguentário e prato, descobertos por António dos Santos Rocha numa sepultura romana no Monte Molião em 1900.

Num artigo publicado em 1906 para o Boletim da Sociedade Arqueológica, António dos Santos Rocha relatou que em Dezembro de 1900 esteve em Lagos, junto com Joaquim Pereira Jardim, para investigar a necrópole descoberta por Joaquim Nunes. No entanto, a preparação dos terrenos para a plantação de vinha tinha destruído todos os vestígios, tanto no topo do monte como na sua encosta Oeste. Foi-lhes informado que os solos não tinham sido ainda revolvidos numa pequena porção de terreno a Norte e Noroeste, pelo que iniciaram ali as escavações, tendo encontrado uma sepultura a cerca de 40 cm de profundidade, que já estava sem cobertura e profanada. Desiludidos, começaram a fazer sondagens no terreno em redor, de forma a tentar encontrar uma sepultura que ainda estivesse intacta, tendo descoberto apenas uma outra em ruínas, igualmente forrada com telhas romanas, formando uma cobertura em forma triangular, de duas águas. Entretanto continuaram as escavações na primeira sepultura, tendo sido encontrado o bordo de um vaso, um prato romano muito fino em barro vermelho, ainda intacto, o que veio provar que a sepultura não tinha sido escavada até àquela profundidade. Por debaixo do prato estava o esqueleto de um adulto, que tinha junto dos pés um pequeno vaso, que seria muito provavelmente um unguentário, para o transporte do óleo perfumado utilizado no ritual funerário, e uma moeda de bronze, aludindo ao rito mitológico do cadáver pagar a sua passagem na barca dos mortos. O prato também tinha uma função cerimonial, servindo para derramar o óleo sobre o corpo. O costume de enterrar os mortos com uma moeda e um vaso unguentário já tinha sido encontrada na Necrópole romana de Fonte Velha, em Bensafrim, embora os unguentários ou âmbulas fossem principalmente de vidro e os pratos fossem de formatos diferentes, semelhantes aos que Cesar Landeiro descobriu na sua propriedade no Molião. A sepultura em si apresentava uma forma rectangular, com 1,80 m de comprimento por 0,50 m de largura, e foi construída em terra e barro misturados com fragmentos de telhas de rebordo e tijolos romanos, com reboco interior de argamassa de cal e areia. O fundo estava revestido com três telhas de rebordos partidos. Os vestígios osteológicos tinham sido transportados para a Mexilhoeira Grande para serem analisados, mas foram danificados pelos empregados de Santos Rocha. A moeda de bronze tinha a égide de Júlia Ávita Mameia, mãe do imperador Alexandre Severo, datando portanto das décadas de 330 ou 340 d.C., período que está em concordância com a ausência de cerâmica aretina, encontrada noutras sepulturas no Monte Molião, uma vez que este tipo de cerâmica terá deixado de ser fabricada a partir do segundo século d.C.. Este tipo de construção de sepultura praticou-se pelo menos desde a Idade da Pedra, tendo sido encontradas estruturas semelhantes em Alcalar e Santa Olaia, até aos inícios do século XX, sendo portanto um antigo costume indígena que continuou durante o período romano. A presença de telhas a cobrir o solo da sepultura também foi encontrada noutras sepulturas romanas, em Ferrestelo e na Itália e em França, enquanto que a orientação da sepultura, de Noroeste a Sudeste, e do cadáver com a cabeça para Noroeste, foi igualmente descoberta em Ferrestelo e em Marim. No entanto, ao contrário de Marim, a sepultura não possuía pregos, pelo que o cadáver não foi enterrado num caixão de madeira, e tanto naquele caso como na necrópole da Marateca o vaso unguentário tinha sido disposto ao lado da cabeça, enquanto que no Molião foi colocado aos pés do defunto.
Esta necrópole foi igualmente estudada pelo arqueólogo José Leite de Vasconcelos. Posteriormente, uma grande parte do sítio arqueológico, incluindo a necrópole romana, foi destruída devido a obras na Estrada Nacional 125.

#### Século XXI

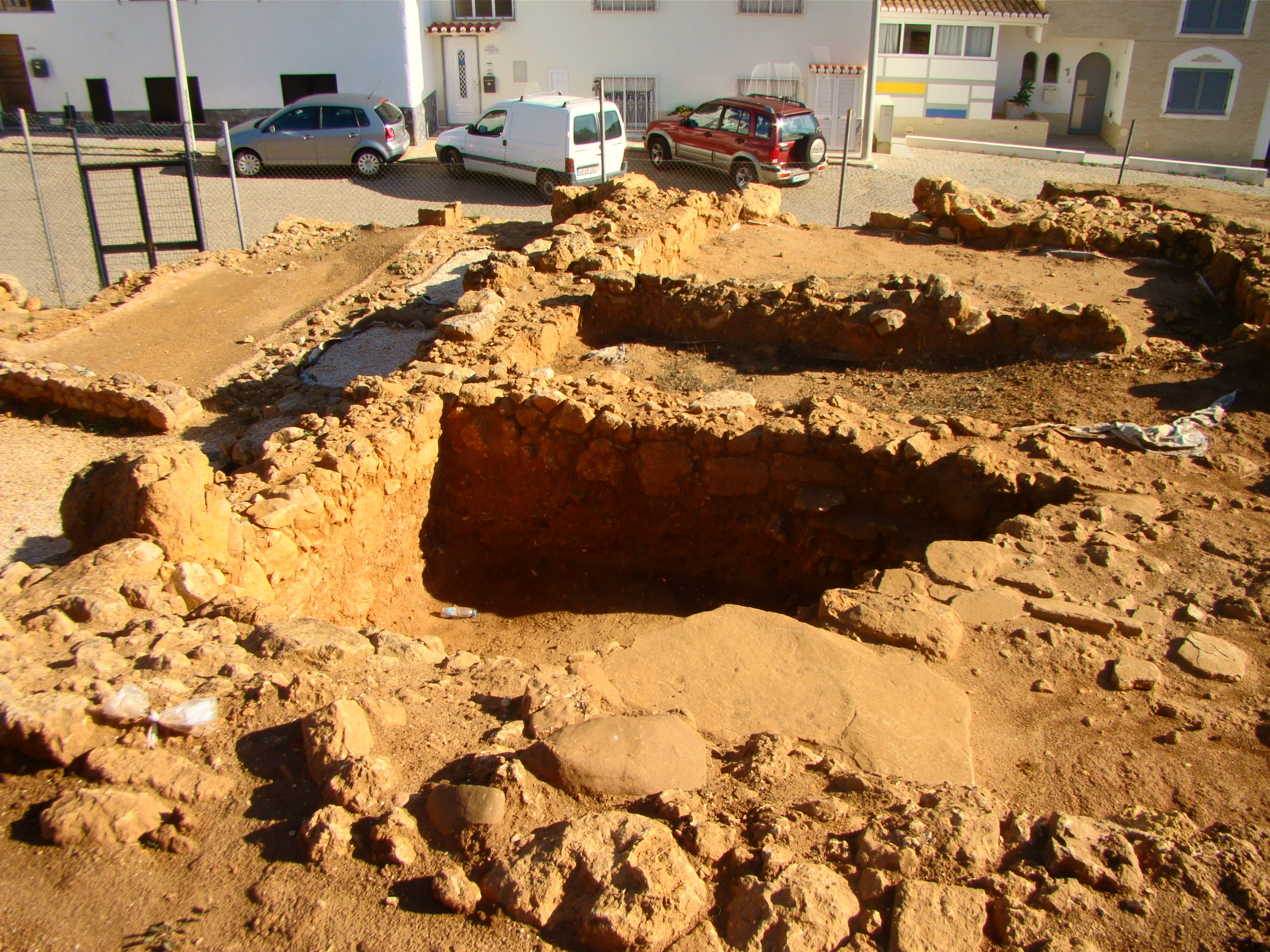
Entrada da estação arqueológica em 2017, vendo-se ao fundo a Rua do Monte Molião.

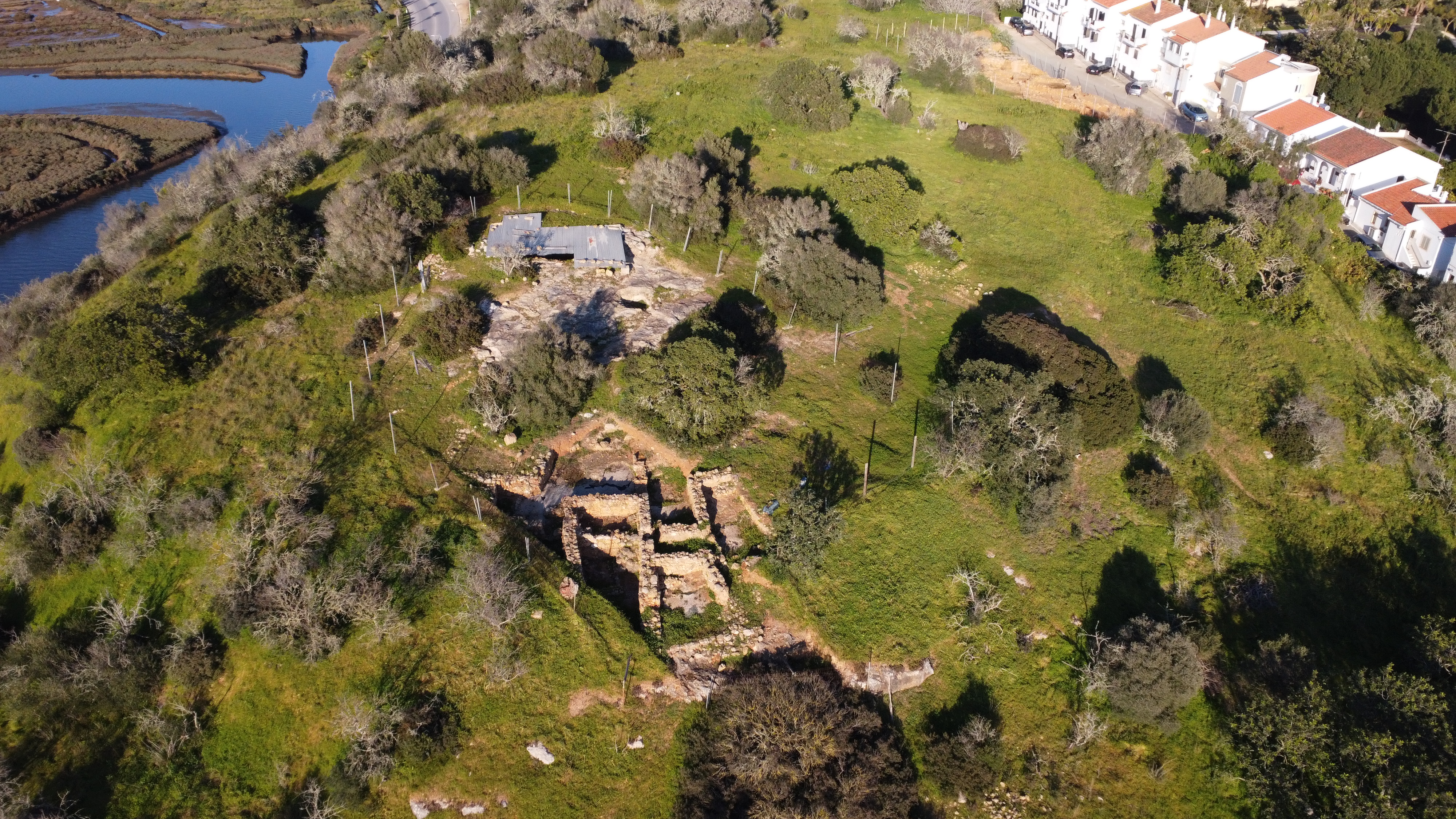
Vista aérea do Monte Molião, em Fevereiro de 2022.

Em 2006iniciou-se uma nova fase nos trabalhos arqueológicos no Monte Molião, com a formação de uma parceria entre a Câmara Municipal de Lagos e a Universidade de Lisboa para a organização de várias campanhas de escavações no Monte Molião. As pesquisas começaram no Verão do mesmo ano, com grande sucesso, tendo sido encontrados vestígios da presença pré-romana no Monte Molião, teoria que tinha sido avançada por investigadores no passado, mas que até então ainda não tinha sido sustentada por sondagens no terreno. As escavações foram divididas em três zonas, tendo na primeira sido encontrados restos de muros e de paredes, que podiam ser estruturas de defesa ou pertencer a um edifício público, e no seu interior estão vestígios de edifícios e ruas, de forma organizada, que foram construídos no século I e nos princípios do século II, durante o período imperial romano. Também foram recolhidas algumas moedas e peças em vidro. A segunda zona situou-se mais acima no monte, no lado Sudoeste, perto da cisterna, e onde foram descobertos restos de edifícios mais antigos, escavados e encaixados no solo rochoso, e que datam do período republicano de Roma, nos séculos II e I a.C.. Na terceira zona, no cume da colina, também foram escavadas estruturas da época romana republicana, e foram encontrados vestígios de habitação dos séculos IV ao III a.C., durante a Idade do Ferro, incluindo restos de animais marinhos, como amêijoa da ria e berbigão, e fragmentos de cerâmica oriunda da Grécia e do Norte de África.
Em 2010, a autarquia criou a iniciativa anual Jornadas de Portas Abertas, onde o sítio arqueológico é aberto ao público. Em finais de 2016, foi promovida a internacionalização do Projecto Molião, através da sua integração do programa espanhol Investigação, Desenvolvimento e inovação, que englobava outros sítios arqueológicos dos mesmos períodos históricos. No caso específico do Monte Molião, procurou-se estudar as técnicas construtivas utilizadas nos edifícios, de forma a distinguir entre as que foram utilizadas ao longo da ocupação do povoado, e as que pertencem às fases de transição entre os períodos pré-romano, republicano, imperial e do baixo império. Desta forma, iriam-se melhorar os processos de restauro e conservação tendo em vista as diferentes épocas de construção, conhecimento que iria valorizar não só as ruínas do Monte Molião mas que podia ser igualmente utilizado noutros monumentos dos mesmos períodos.
Entre 15 de Julho e 28 de Agosto de 2019, teve lugar a décima primeira campanha de escavações arqueológicas no Monte Molião, executada pelo Centro de Arqueologia da Universidade de Lisboa, com o apoio financeiro da autarquia de Lagos. Esta campanha foi liderada por Ana Margarida Arruda, Elisa de Sousa, Carlos Pereira, e Iris Dias e Francisco Gomes, e contou com a participação de vários estudantes de arqueologia da Faculdade de Letras de Lisboa, totalizando quarenta pessoas. O programa para 2019 contemplou a continuação dos trabalhos no Sector A, anexo à Rua do Molião, em vários quartos que faziam parte de um edifício na zona Sul, tendo-se constatado que tanto as estruturas como os materiais dos espaços domésticos, pertencentes ao período imperial romano, estavam em bom estado de conservação. Foram escavados os estratos no interior dos compartimentos, que nalguns dos casos tinham mais de metro e meio de profundidade, tendo sido encontrados vestígios cerâmicos, metálicos, ósseos e vítreos pertencentes às dinastias Júlio - Claudiana e Flaviana. Foram igualmente encontrados muito vestígios de animais marinhos, no interior de ânforas. No âmbito desta campanha de escavações, foi apresentado no dia 2 de Agosto o ciclo de conferências Monte Molião: um projeto internacional no auditório do edifício dos Paços do Concelho Século XXI. Naquele período, a autarquia estava a ponderar a construção de um centro de interpretação no Monte Molião, de forma a informar o público sobre o sítio arqueólogo e a história da baía de Lagos durante o período romano.
Em Dezembro de 2022, a delegação de Lagos do partido Bloco de Esquerda alertou para as más condições em que se encontravam vários elementos do património do concelho, tendo apontado as ruínas do Monte Molião como um exemplo do património arqueológico que estava ao desprezo, ou então inacessível ao público em geral. Em Setembro de 2023 a Câmara Municipal de Lagos organizou a nona edição da Jornada do Monte Molião, em colaboração com a Universidade Autónoma de Madrid.

Um dos compartimentos no Monte Molião, em 2024.

## Leitura recomendada
- ARRUDA, Ana Margarida, SOUSA, E., BARGÃO, P. e LOURENÇO, P. (2008). «Monte Molião (Lagos): resultados de um projecto em curso. In Actas do 5º Encontro de Arqueologia do Algarve, (Silves, Outubro de 2007)». Xelb. Volume I (8). Silves: Câmara Municipal de Silves. p. 137‐168
- ARRUDA, Ana Margarida (2007). Laccobriga. A Ocupação Romana na Baía de Lagos. Lagos: Câmara Municipal de Lagos. 80 páginas
- CARDO, Mário (1998). Lagos Cidade. Subsídios para uma Monografia. Lagos: Grupo dos Amigos de Lagos. 80 páginas
- SOUSA, E. R. B. de; SERRA, M. (2006). «Resultados das Intervenções Arqueológicas realizadas na Zona de Protecção do Monte Moleão (Lagos). Actas do 3º Encontro de Arqueologia do Algarve, (Silves, 20 a 22 de Outubro de 2005)». XELB. Volume I (6). p. 11–26